# 特爾島
特爾島（英語：Tail Island）是南極洲的島嶼，位於葛拉漢地的特里尼蒂半島，處於古斯塔夫王子海峽東北部，直徑2.3公里，最高點海拔高度130米，現時由南極條約體系管理。